# Претња (филм)
Претња (енгл. The Happening) амерички је филмски трилер из 2008. године у режији и по сценарију М. Најта Шјамалана. Главне улоге тумаче Марк Волберг, Зои Дешанел, Џон Легвизамо и Бети Бакли, а врти се око необјашњиве природне катастрофе која изазива масовна самоубиства.
Премијерно је приказан 10. јуна 2008. године у Њујорку, док је 13. јуна пуштен у биоскопе. Добио је помешане рецензије критичара и зарадио 163 милиона долара.

## Радња
Једино важно филаделфијском средњошколском професору Елиоту Муру (Марк Волберг) је да пронађе начин како да побегне од мистериозног и смртоносног феномена. Иако се његова супруга Алма (Зои Дешанел) и он налазе усред брачне кризе, крећу на пут, испрва возом, затим колима, у пратњи Елиотовог пријатеља, професора математике Џулијана (Џон Легвизамо) и његове осмогодишње ћерке Џес (Ешлин Санчез), према сеоским областима Пенсилваније, где се надају да ће бити ван домашаја ужасних, све снажнијих напада. Ипак, ускоро ће постати јасно да нико — и нигде — није безбедан.

## Улоге
| Глумац             | Улога         |
| ------------------ | ------------- |
| Марк Волберг       | Елиот Мур     |
| Зои Дешанел        | Алма Мур      |
| Џон Легвизамо      | Џулијан       |
| Бети Бакли         | госпођа Џоунс |
| Ешлин Санчез       | Џес           |
| Спенсер Бреслин    | Џош           |
| Роберт Бејли Млађи | Џаред         |
| Џереми Стронг      | редов Остер   |
| М. Најт Шјамалан   | Џои           |